# المعاين (العدين)

تعديل مصدري - تعديل

المعاين محلة تابعة لقرية العنب، التابعة لعزلة الوادي بمديرية العدين إحدى مديريات محافظة إب في الجمهورية اليمنية.، بلغ تعداد سكانها 58 حسب تعداد اليمن لعام 2004.